# Ronchiglione
Il monte Ronchiglione è uno dei tanti monti che dominano la valle di Tagliole, nel comune di Pievepelago, in provincia di Modena.